# نسيان.com (رواية)
نسيان.com هي رواية للروائية الجزائرية أحلام مستغانمي صدرت عام 2013، دار نوفل.

## ملخص الرواية
تدور أحداث هذه الرواية حول نصائح لنسيان الرجل، وتحاول أحلام مستغانمي من خلال هذه الرواية تقديم وصفات سحرية لكل أنثى لنسيان الرجل، وقد حظرت أحلام مستغانمي بيع هذه الرواية على الرجال.

## اقتباسات من نسيان.com
- «أحبّيه كما لم تحبّ امرأة وانسيه كما ينسى الرجال.»
- «أشياء تطاردٌها وأخرى تٌمسك بتلابيب ذاكرِتك أشياء تٌلقي عليك السلام وأخرى تٌدير لك ظهرَها أشياء تودٌّ لو أنك قتلتها لكنّك كلّما صادفتَها أردتكَ قتيلاً.»
- «كلّ يوم حين أستيقظ أقول: سأنساك اليوم أيضًا. كل يوم منذ أيّام لم يحدث أن نسيت أن أنساك.»
- «أيّتها الحمقاء..الحياة تنتظرك وأنت تنتظرينه!»
- «لا سبيل للرجل كي ينتصر على المرأة إلّا بالفرار منها.»
- «نسياني.. يا نسياني امرأة تشبهني يوما بكت من رجل كم يشبهك ها هي ذي اليوم سلت هو هناك..وهي هنا تراقصك.»
- « ثمّة رجال لا تكسبينهم إلّا بالخسارة. عندما تنسينه حقًّا يتذكرك. ذلك أننا لا ننسى خساراتنا!»
- «وحدها التي ستأتي بعدي ستنصفني وهي تفرغ جيوب قلبك ستكتشف.. كم كنتَ ثريًّا بي.»